# Otočný železniční most u Meppelu
Otočný železniční most v Meppelu se nachází na severním okraji města Meppel v Nizozemsku, dvoukolejná železniční trať z Meppelu do Steenwijkerlandu a Leeuwardenu po něm překonává plavební kanál Drentsche Hoofdvaart pro malá plavidla.

## Mechanismus funkce mostu

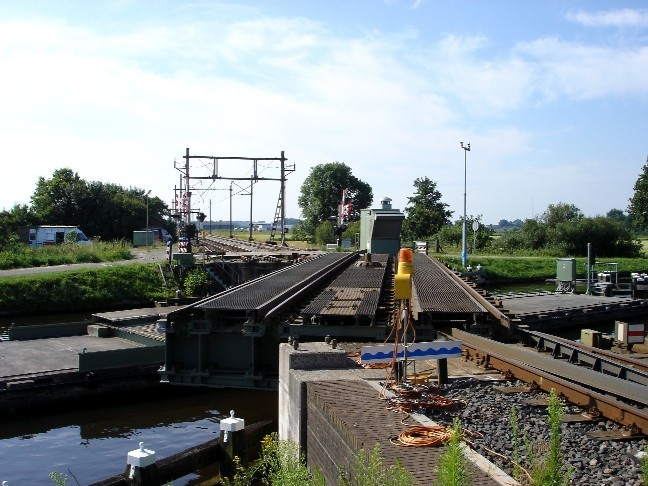
Na obrázku je zachycen most v době otáčení. Na obrázku je patrné „nožové“ seříznutí kolejnic, které zaručuje hladký průjezd. Most se musí před otočením nadzvedávat, protože kružnice trajektorie konců mostových kolejnic zasahují do pevné části kolejového tělesa.

V základním stavu je most nastaven do osy kolejí tak, aby vlaky mohly volně projíždět. Pokud některá loď požaduje proplutí, nahlásí kapitán plavidla požadavek do centrály, která vyhodnotí stav provozu na trati a podle tohoto uvolní vodní cestu otočením mostu nebo tento požadavek odloží na pozdější dobu, tj. po uvolnění tratě.
Pokud je železniční trať volná, je zahájen postup uvolnění vodní cesty. Most se hydraulicky nadzvedne cca o 30 cm (uvolní se ze zajišťovacích čepů), aby při pohybu nedošlo k vzájemnému protnutí profilu pevných a pohyblivých dílů konstrukce, a následně se otočí do osy plavebního kanálu. Čas na proplutí plavidla je stanoven na několik minut, po této době se most automaticky otočí zpět do základní polohy (osy železniční tratě) a dosedne do pozice definované zajišťovacími čepy. Otočení do základní polohy musí být dokončeno s dostatečným časovým předstihem, aby přijíždějící vlaková souprava mohla včas zastavit před mostem, pokud by most nebyl v poloze pro bezpečný průjezd vlaku. Most musí být průjezdný již v okamžiku, kdy se vlaková souprava nachází ve vzdálenosti 1000 m od mostu podle stanovené traťové rychlosti 120 km/hod a hmotnosti soupravy.
Vlaky projíždějí přes most rychlostí okolo 120 km/h, trolejové vedení je nad kanálem a v blízkosti mostu přerušeno.

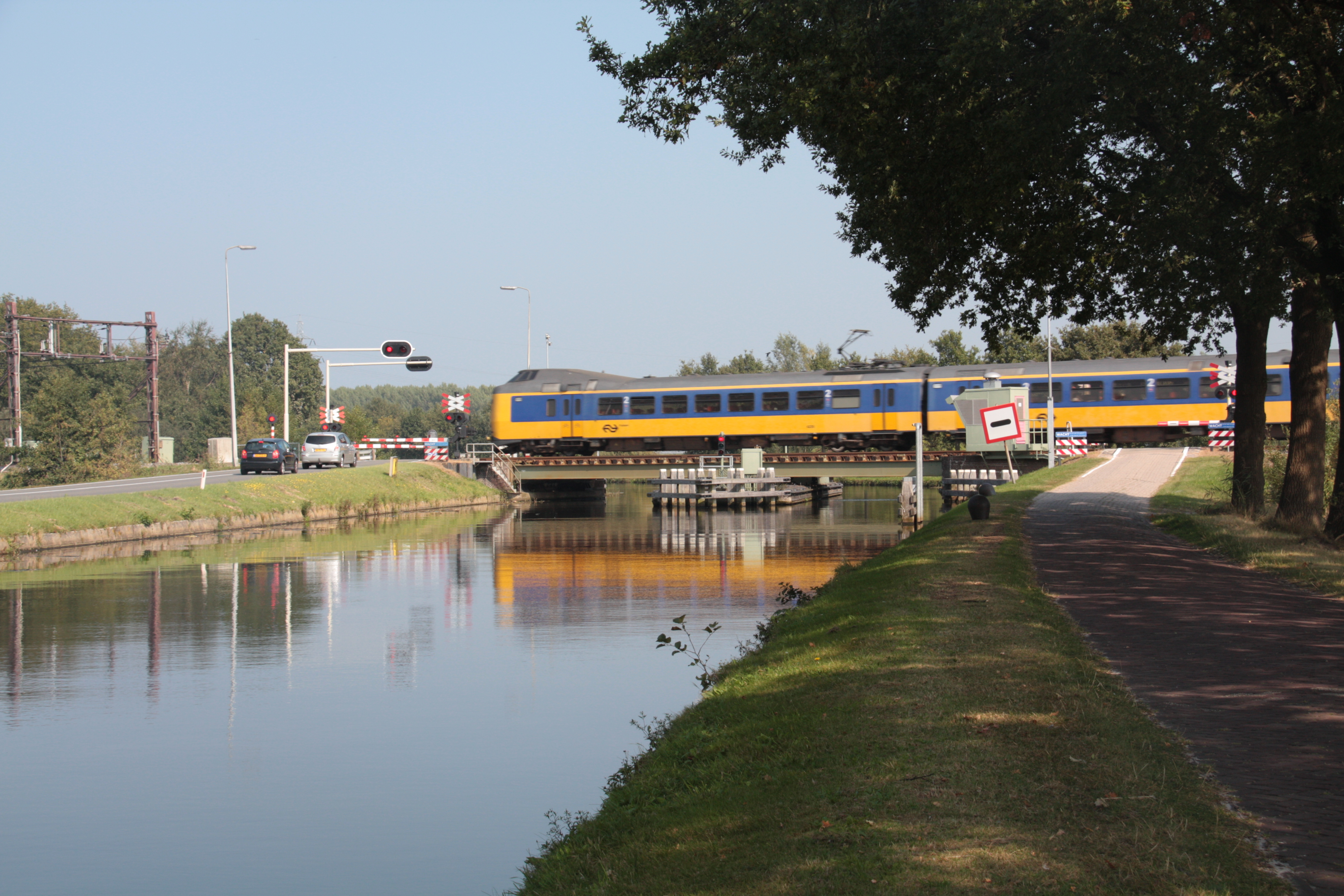
V Holandsku se sběrače nestahují, ani když chybí trakční vedení